# Stato Rakhine
Lo Stato Rakhine (precedentemente Arakan) è uno Stato della Birmania.

## Geografia
Si trova ad ovest del paese, confina con lo Stato Chin a nord, la regione di Magway, la regione di Bago verso est e la regione di Ayeyarwady a sud, il Golfo del Bengala ad ovest e con il Bangladesh a nord-ovest. I Monti Arakan separano lo Stato Rakhine dal Burma centrale da nord a sud.
La sua capitale è Sittwe. Fra i suoi monumenti principali si ricorda il sito archeologico di Mrauk U. Fin dal 2014 lo stato è aperto al turismo internazionale, tranne le due province al confine col Bangladesh, Bawtyidaung e Maungdaw.